# Přírodní park Baba
Přírodní park Baba je chráněné území na ploše 8,89 km², vyhlášené v letech 1990–1991. Větší část přírodního parku leží v okrese Brno-venkov, menší část zasahuje do okresu Brno-město.
Přírodní park Baba je rozsáhlá zalesněná vyvýšenina s mnoha loukami. Celý tento komplex se nachází v katastrech Kuřimi, Jinačovic, Komína, Řečkovic a Medlánek, přičemž největší část leží v katastru Kuřimi, po níž následuje jinačovická část. Nejvyšší bod Sychrov dosahuje nadmořské výšky 463 metrů.
V přírodním parku lze podél žlutě značené turistické cesty nalézt celkem pět historických hraničních kamenů, stojících na katastrální hranici mezi Jinačovicemi a Brnem. Další hraniční kámen lze pak nalézt na východní hranici přírodního parku a to konkrétně na katastrální hranici mezi brněnskou městskou částí Brno-Ivanovice a obcí Jinačovice.

## Geografie
Park je tvořen asi 6 km dlouhým, zalesněným hřbetem, který leží mezi brněnskými čtvrtěmi Bystrc, Komín a Medlánky na jihu, Jinačovicemi na západě, Ivanovicemi na východě a městem Kuřim na severu. Hřbet tvoří ve směru od jihu k severu vrcholy Bosně (365 m n. m.), Malá Baba (399 m n. m.), Velká Baba (446 m n. m.), Chochola (446 m n. m.), Sychrov (463 m n. m.) a Kuřimská hora (435 m n. m.).

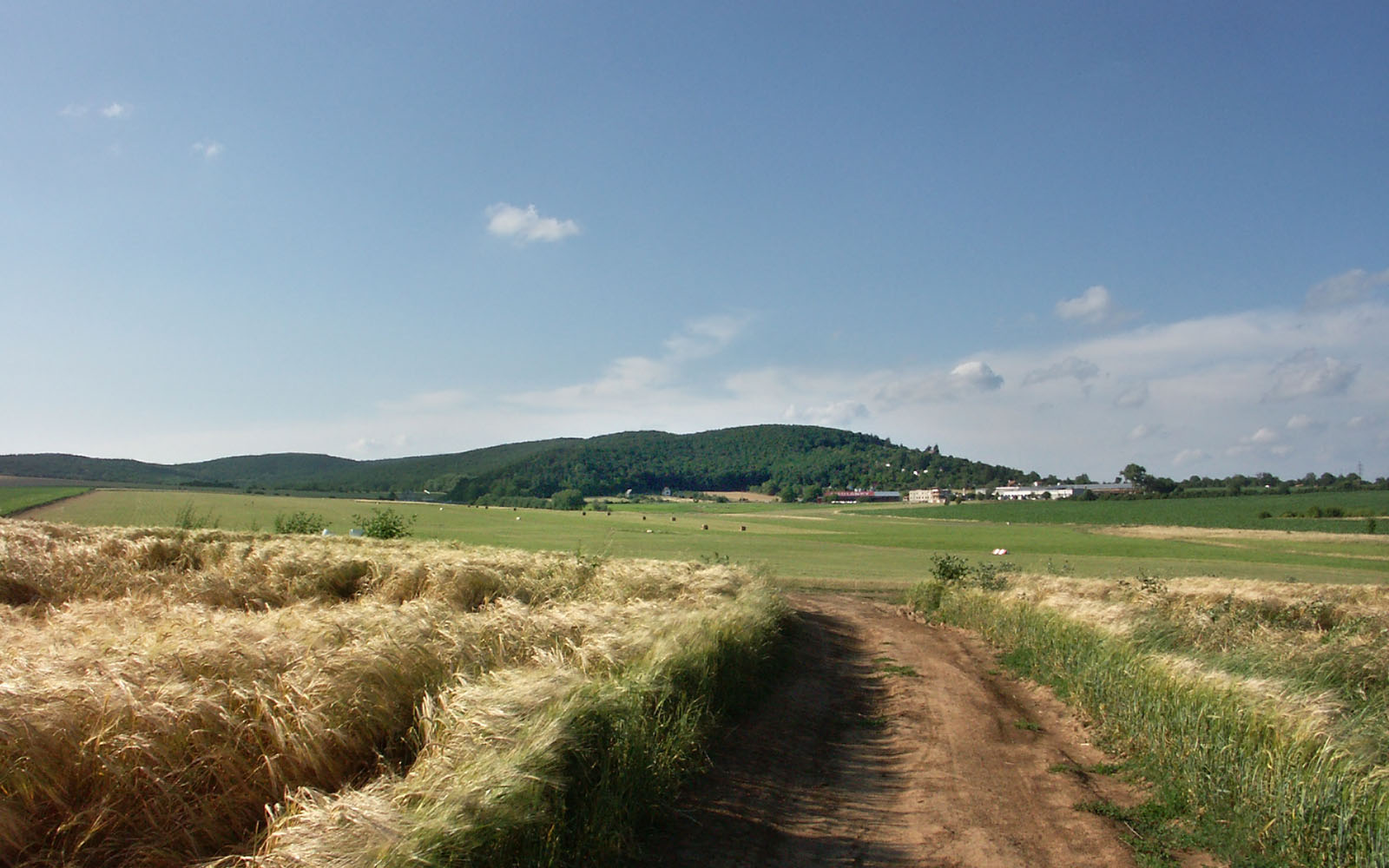
Masiv Baby v pozadí z medláneckého letiště

## Flóra

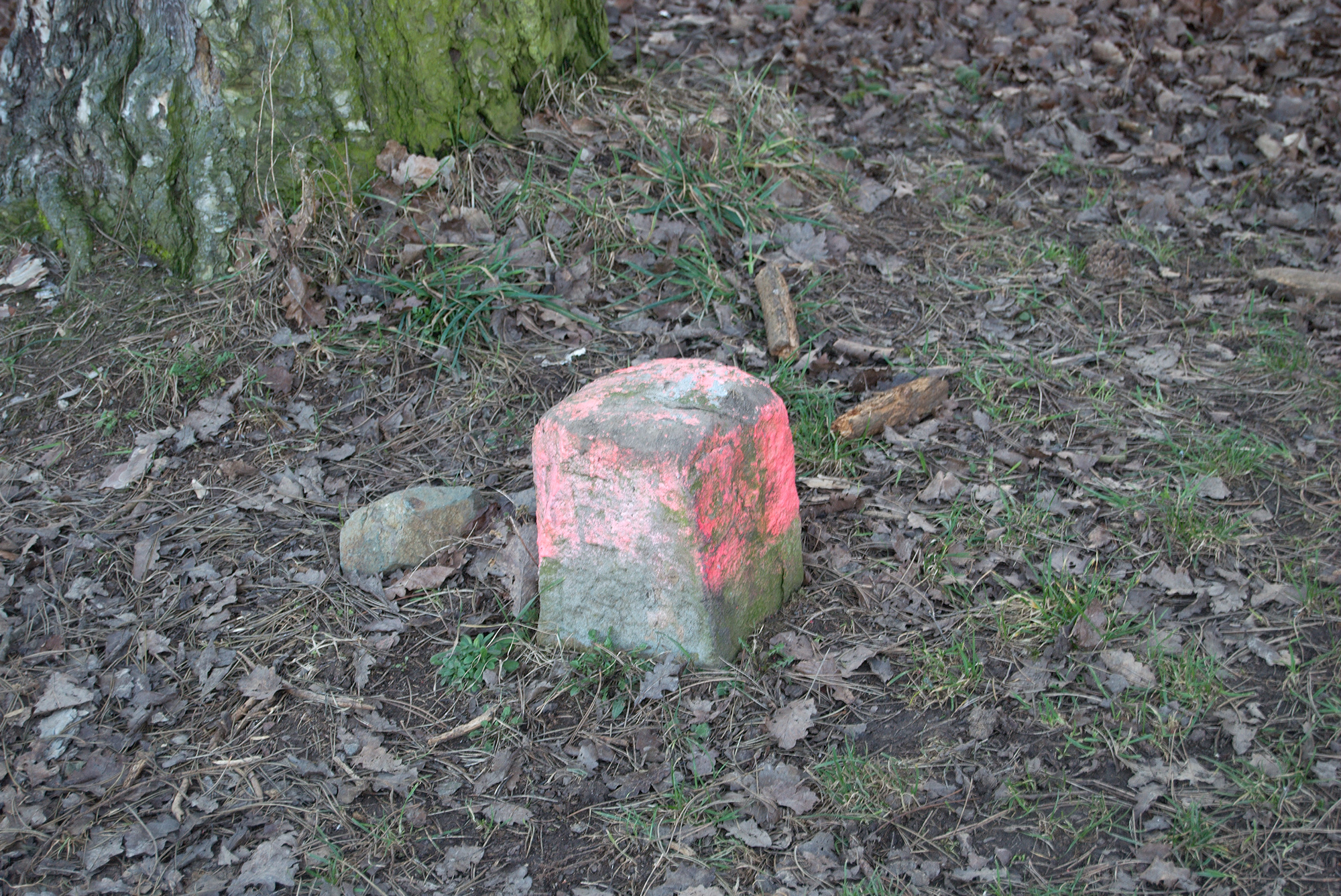
brněnská strana historického hraničního kamena na východní hranici Přírodního parku Baba

Na Babě je unikátní, stoletý dubový porost (hlavně dub cer), dále se zde vyskytuje smrk ztepilý, borovice lesní, buk obecný, habr obecný, bříza bělokorá. V podrostu je bez černý, ostružiník, bělozářka, kostival lékařský, sasanka lesní, pryšec kolovratec, ostřice, orsej jarní, plicník lékařský, kopytník evropský, starček celolistý, různé druhy travin aj.
Vyskytuje se zde celá řada vzácných a chráněných rostlin. Jde například o lilii zlatohlavou, lýkovec jedovatý, bělozářku větvitou, náprstník velkokvětý, plamének přímý, medovník meduňkolistý nebo brambořík nachový. Je zde také konvalinka vonná, hlístník hnízdák, vemeník dvoulistý, vemeník zelenavý, okrotice bílá, okrotice dlouholistá, kokořík vonný, hvozdík pyšný, hladýš pruský, hrachor jarní, orlíček, prvosenku jarní, lupina mnoholistá...
V lese se vyskytují nízké houštiny mladých dubů (semenáčky). Dochází k samovolné obnově dubového lesa, zejména na mýtinách. Mýcení je prováděno ekologicky, probírkou. Les je velmi světlý. Zbytky dřeva jsou z části ponechány na místě a podléhají přirozenému procesu rozkladu.

## Fauna

### Fauna v zimě
Byla pozorována sněžnice matná – predátor, velký 1,5 cm, živící se chvostoskoky.

### Fauna v létě
Byl pozorován svižník polní, kozlík, hrobařík obecný, ještěrka zelená, cvrček atd. V poslední době zde bylo v době hnízdění evidováno více než 50 druhů ptáků. K nejvzácnějším možno zařadit několik párů žluvy hajní a datla černého, vyskytuje se zde strakapoud prostřední, lejsek šedý, krutihlav obecný, linduška lesní a na lesních okrajích hnízdí ťuhýk obecný. Z dravců pravidelně hnízdí káně lesní, krahujec obecný, jestřáb lesní a ze sov puštík obecný. Byl zde zaznamenán i výskyt krkavce velkého.

## Antropogenní vlivy
Na Přírodní park Baba má člověk přímý vliv – cesta je prošlapaná lyžaři, cyklisty, chodci, jezdci na koních (koňská lejna), nad lesem přelétají letadla, přes les někdy projedou motocyklisté, lidé tu trhají konvalinky. Těží se tu dřevo a část dřeva je zde ponechávána přirozenému rozkladu. Člověk o Přírodní park Baba pečuje tak, aby byl zachován existující stav.

## Podmínky
Půda je středně vlhká s vysokým obsahem humusu a menší složkou jílu. Je zde velká hojnost půdního edafonu. Matečnou horninou jsou prvohorní diority a granodiority. Je tu poměrně stabilní teplota.

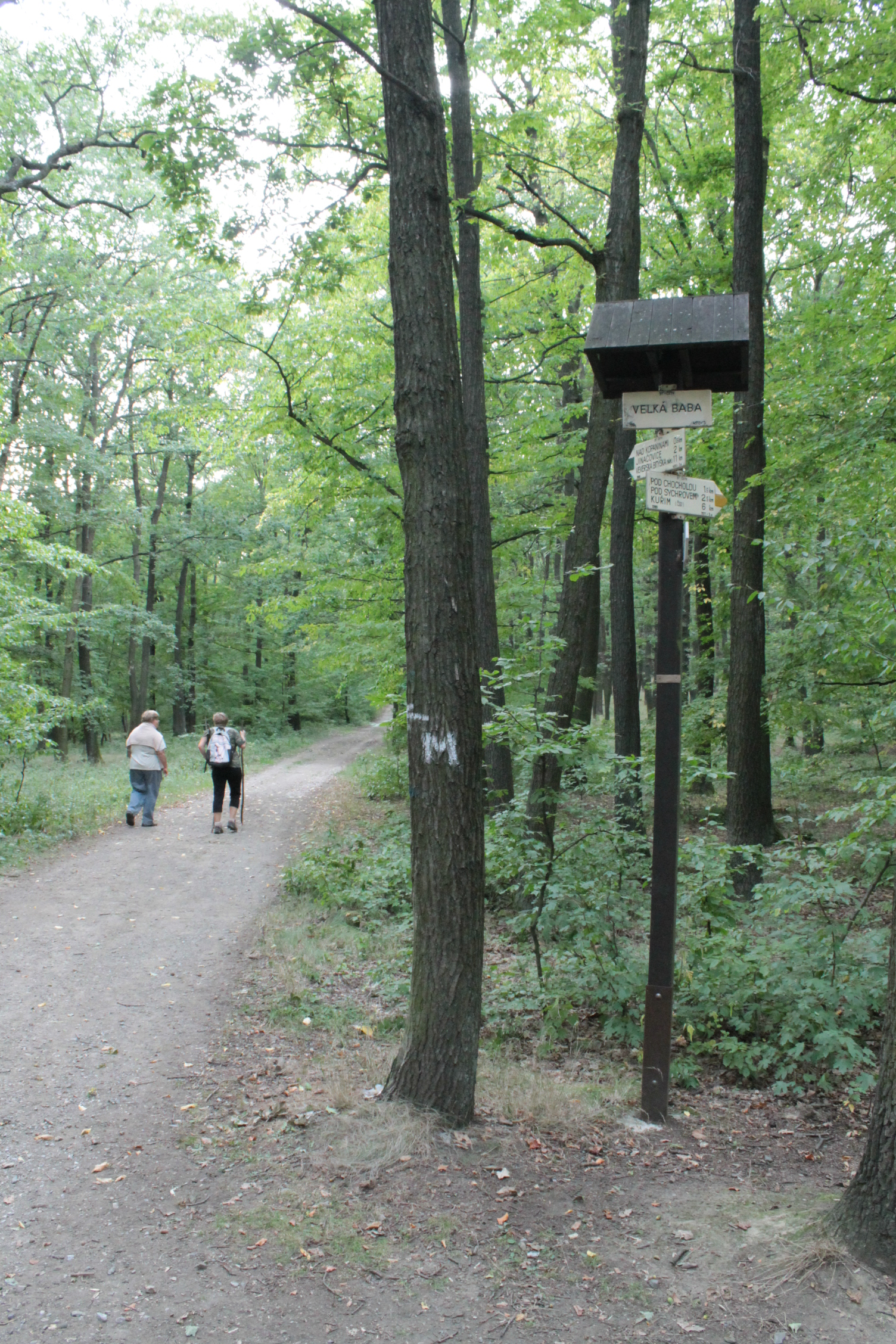
Rozcestí na vrcholu Velká Baba
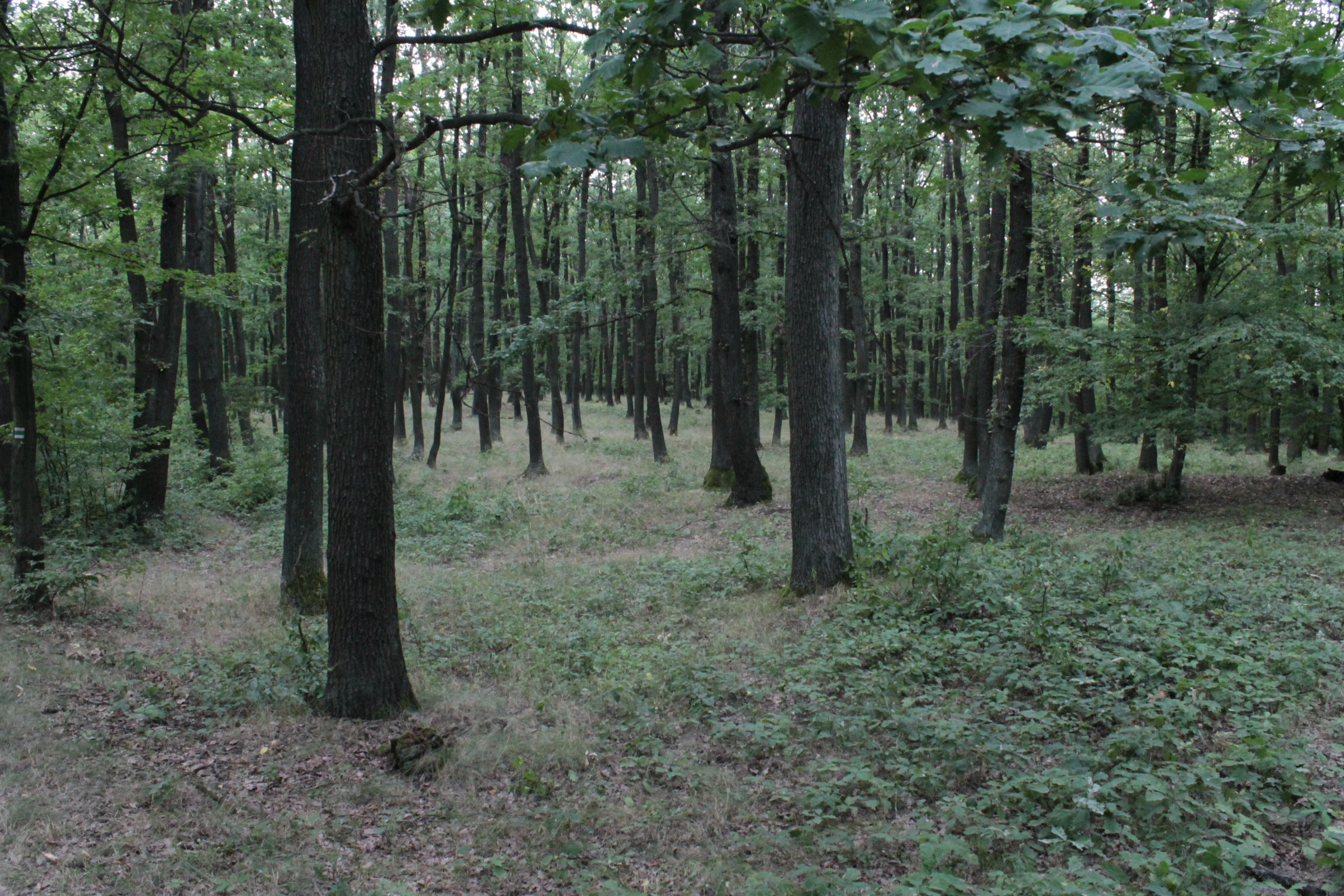
Les na vrcholu Velká Baba
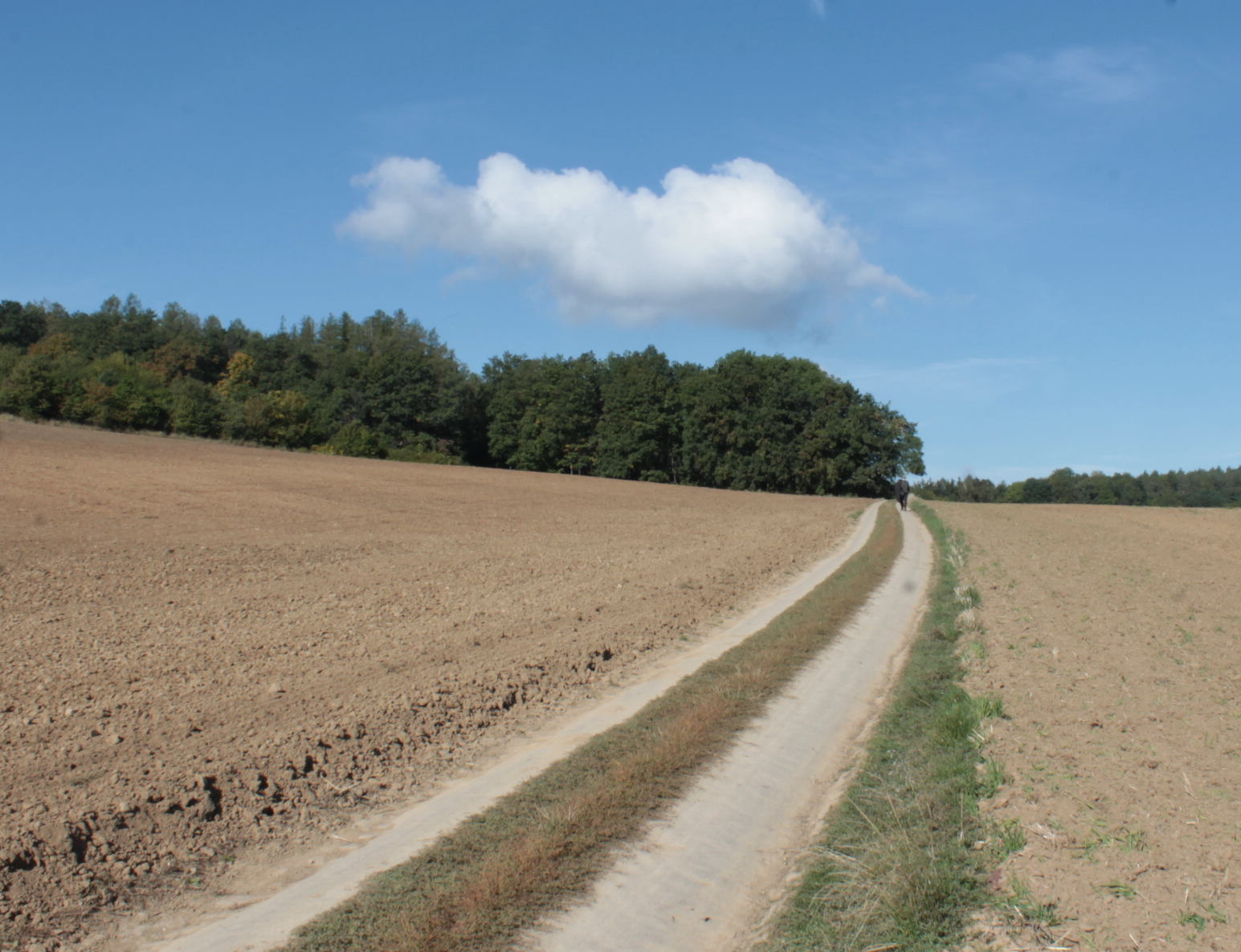
Cesta k PP Baba směrem od k.ú Komín.
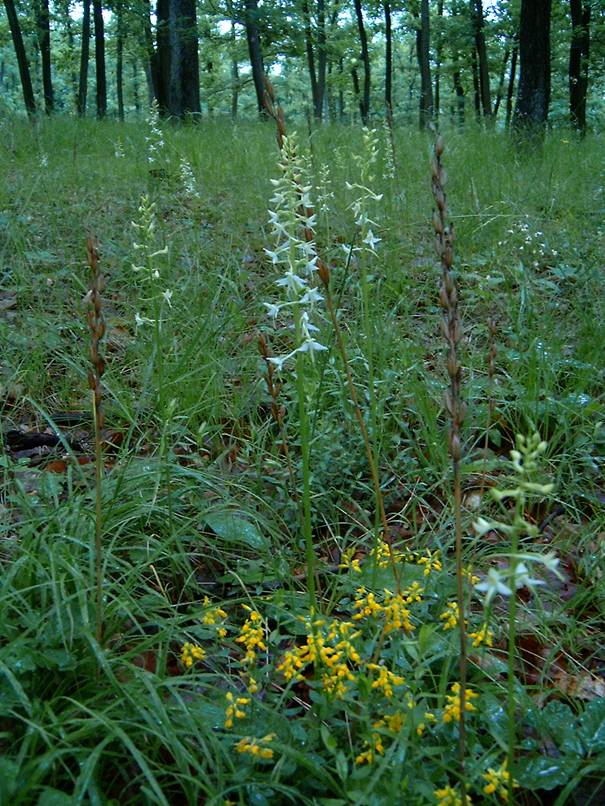
Okrotice dlouholistá
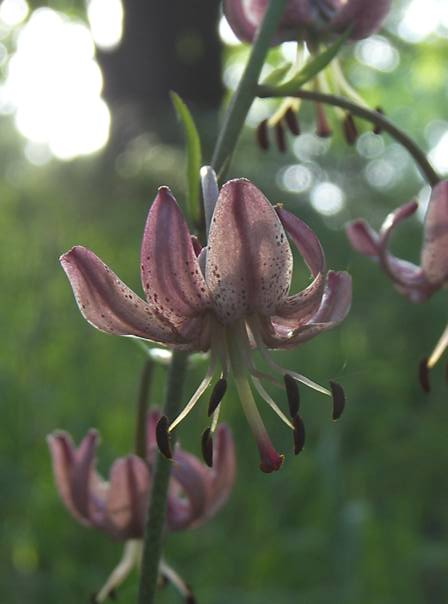
Lilie zlatohlavá.
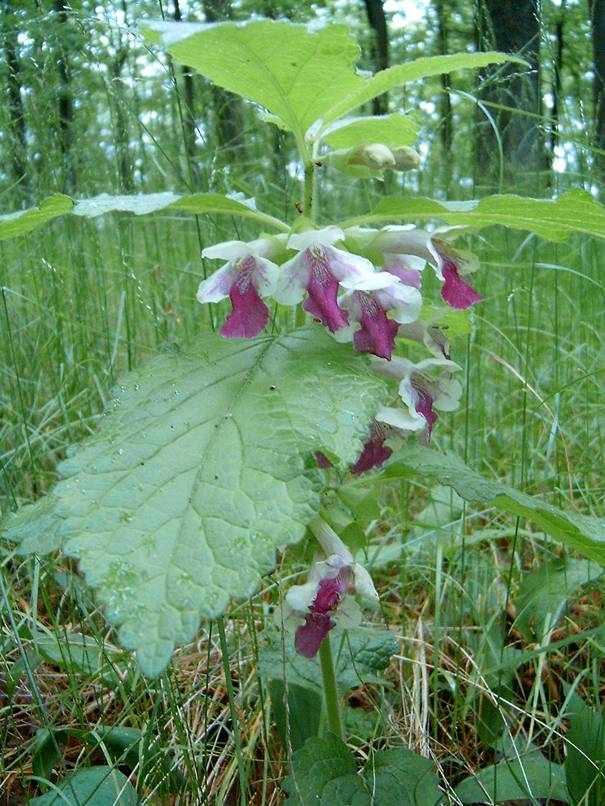
Medovník meduňkolistý
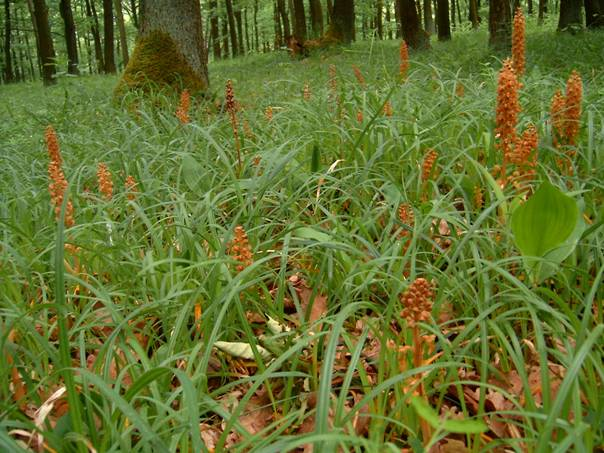
Hlístník hnízdák.
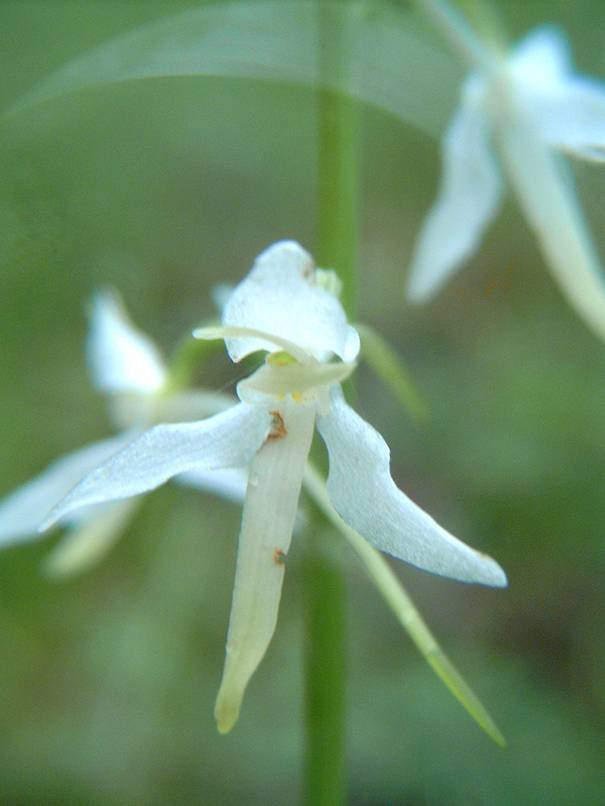
Vemeník zelenavý